# Vehículos tripulados en Marte

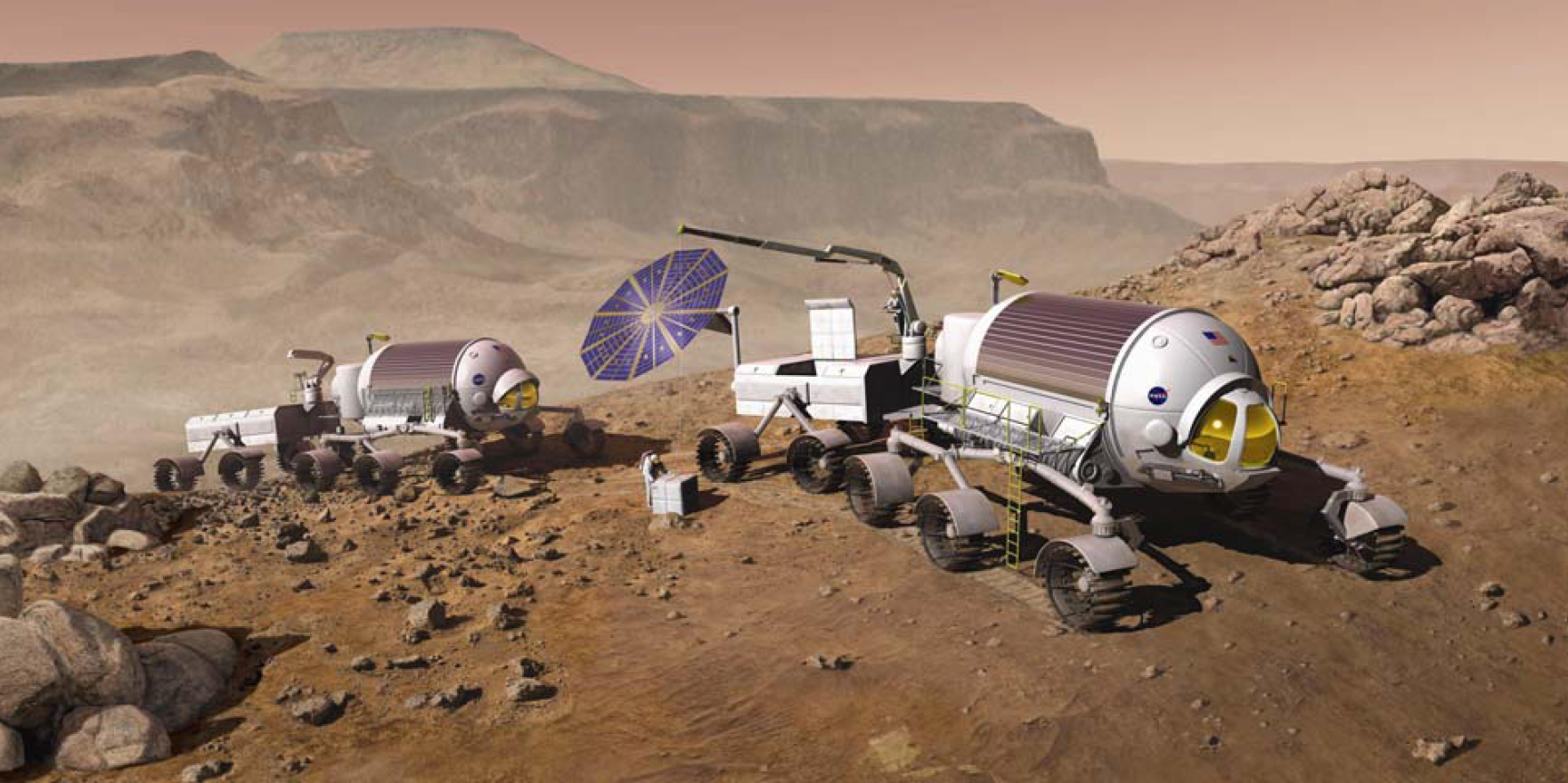
Vehículos presurizados para expediciones humanas al planeta Marte

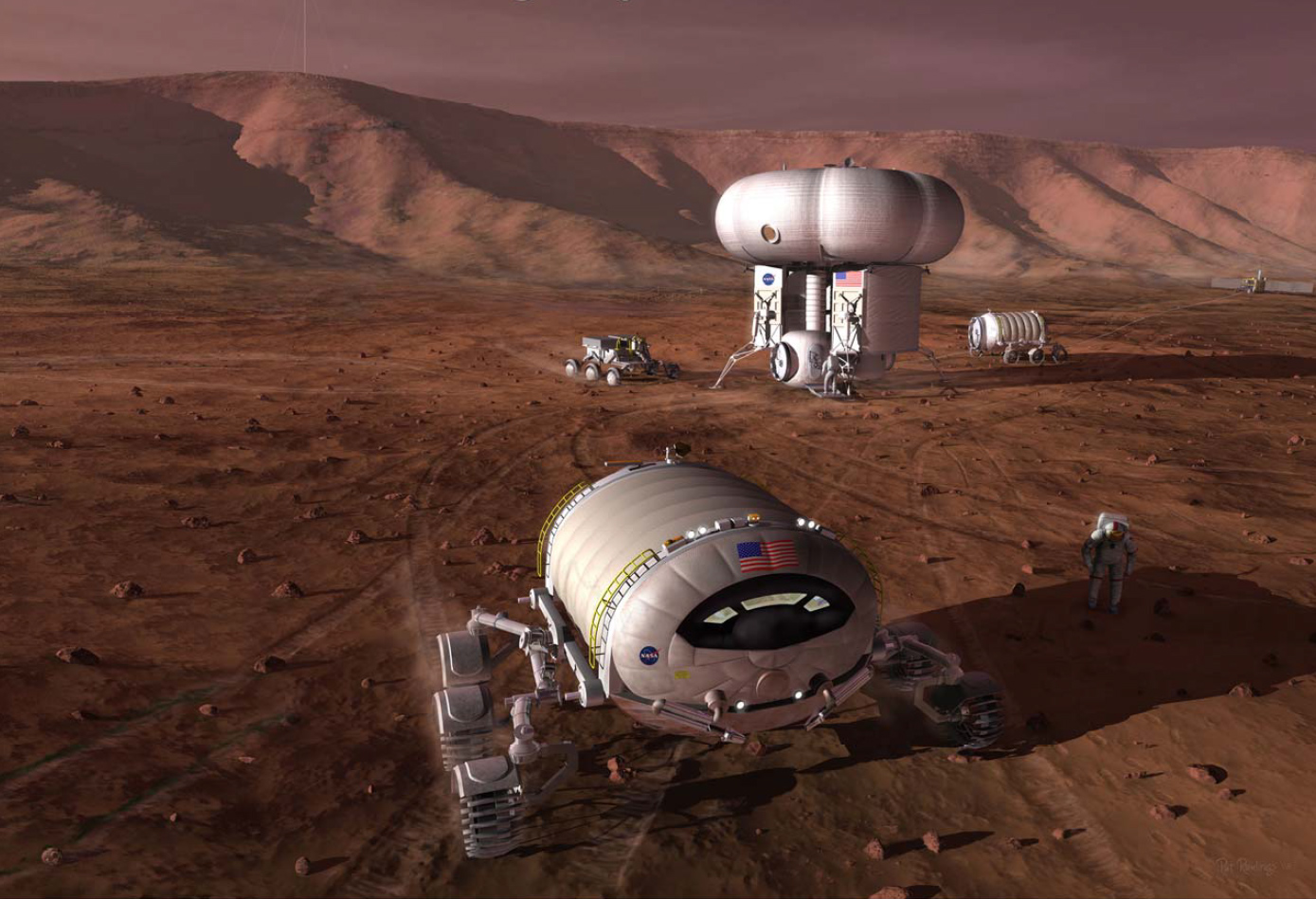
DRMA 5.0 "commuter" Mars base, featuring a pressurized rover for two, with a 5 kilowatt Stirling radioisotope generator for power.

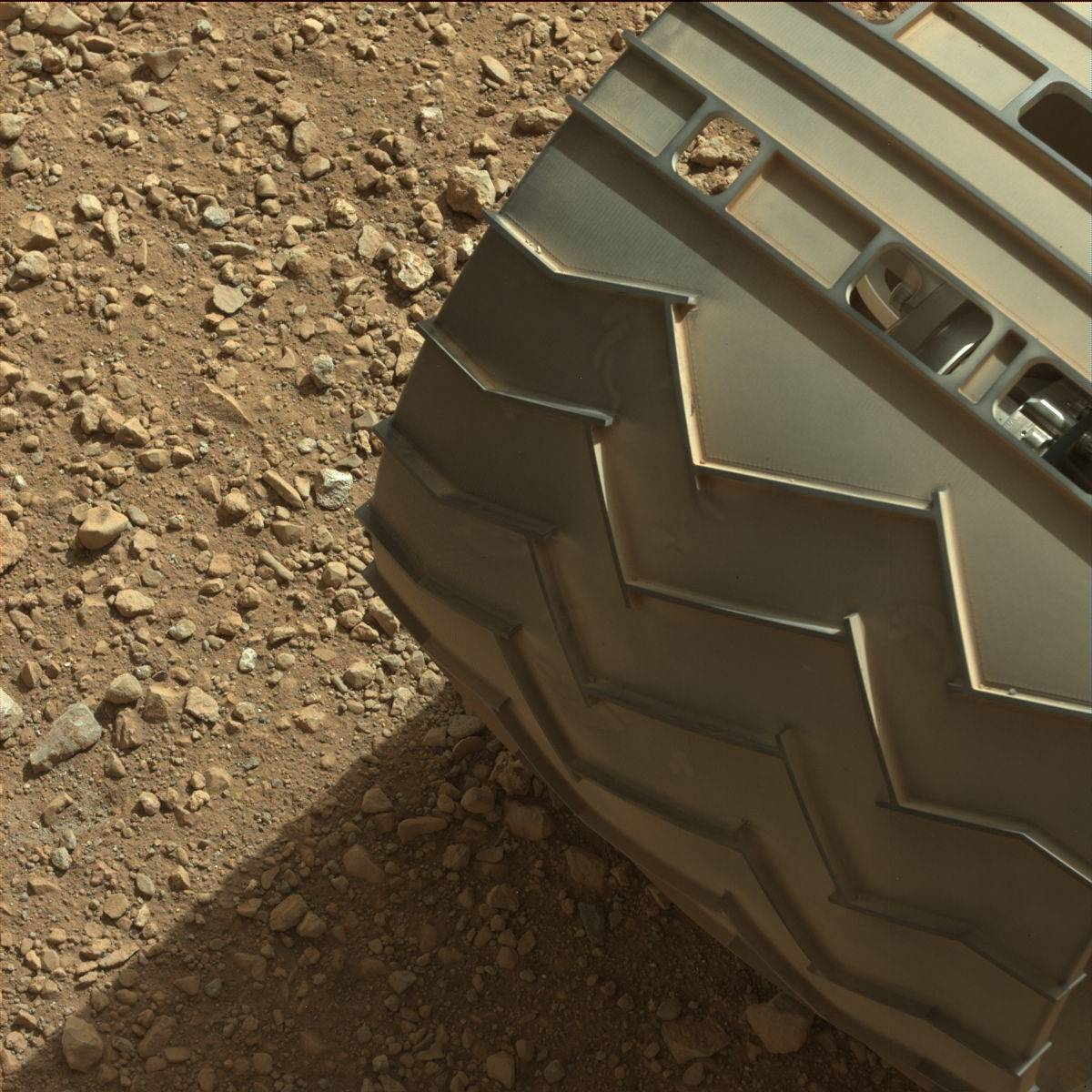
Rueda de vehículo no tripulado en Marte

Los Manned Mars rovers (vehículos tripulados en Marte) son vehículos diseñados que forman parte de los componentes de los futuros viajes tripulados al planeta Marte. Existen diseños de dos tipos de rovers tripulados para Marte los que están presurizados y los despresurizados -pueden cuando hagan trabajen en salidas científicas, tener asientos abiertos para una tripulación preparada con sus trajes espaciales, o también pueden estar en un ambiente interior presurizado para que las personas trabajen sin el traje espacial. Se han previsto rovers presurizados para viajes cortos desde una base de Marte, o bien estar equipados para tener una base móvil o un laboratorio.
Por ejemplo, el programa Austere Human Missions to Mars propone incluir dos vehículos no tripulados y un todoterreno para carga logística. Cada vehículo podría llevar dos tripulantes en un ambiente presurizado, con energía procedente de un generador de radioisótopos Stirling.
La misión Mars One, es un proyecto privado internacional para establecer una colonia humana en Marte, financiado por un programa de televisión, tiene previsto colocar un vehículo tripulado sin presuración capaz de viajar unos 80 km (50 millas). Cabría la posibilidad de que un futuro proveedor iba a ser la empresa aeroespacial Astrobotic Technology.
El vehículo "Manned Mars Exploration Rover" ganó un premio de diseño en el año en 2010. Algunas características incluyeron la capacidad, un torno, una esclusa de aire, y seis ruedas con núcleos de espuma. Se caracterizó por la construcción modular por lo que podría ser montado a partir de partes más pequeñas, su fuente de energía podrá basarse en un sistema de baterías de radioisótopos. Un ejemplo de uso de RTG es la nave espacial Cassini-Huygens cuyo sistema de energía de radioisótopos produce varios cientos de vatios de energía eléctrica.
Esta cantidad de energía la va produciendo constantemente disminuyendo a una lenta velocidad, por lo que puede tardar décadas en agotarse, y si existe una cantidad mayor, más calor se producirá al mismo tiempo. La electricidad es producida a partir del calor emitido por la desintegración radiactiva.
En 2017, Park Brother's Concepts presentó su diseño de Mars Rover, se componía de una cabina cerrada como concepto de laboratorio móvil con seis ruedas. Aunque no fue diseñado por la NASA, participó en Kennedy Space Center's Summer of Mars con la finalidad de informar a las agencias que es posible llevar a un ser humano a Marte antes de la década de 2030.
Un ejemplo de un diseño interior de la NASA para el rover es la versión con ruedas del Space Exploration Vehicle (SEV), que puede también puede diseñarse para ir por el espacio exterior. Una versión primaria del rover SEV fue probada en 2008 por la NASA en el desierto. El SEV para misiones espaciales estáticas o itinerantes fue diseñado para poder trasladar a dos humanos durante 14 días, incluiría un inodoro, logística para dormir, y otra versión tiene aplicaciones para respaldar los EVA. Otro concepto tiene una ventana por donde se puede mirar objetos cercanos frente al rover pero en la superficie (hacia abajo y hacia adelante).
En la década de 1960, después del viaje del Mariner 4 se empezó a diseñar el Mars Excursion Module, por el Marshall Space Flight Center, que incluiría una versión de carga que transportaba un rover Mobile Laboratory for Mars, que se llamaría MOLAB.
Las opciones para realizar un seguimiento de la ubicación mientras el rover se mueve alrededor de Marte incluyen:
- Señales topográficas de imágenes
- Mediciones inerciales
- Un GPS Mars si está ubicado
- Navegación celestial

La navegación en Marte se considera un tema importante para las misiones humanas al planeta. [11] La navegación celestial, utilizada durante más de 500 años en la Tierra, puede proporcionar una forma de ser localizado en la superficie de Marte alrededor de unos 100 metros (109 yardas). Es especialmente relevante para los exploradores, porque necesitan saber aproximadamente dónde están y hacia dónde llegarán a un destino. La navegación a destiempo era el método utilizado por el explorador Mars Pathfinder Sojourner para la exploración.</ref> Dead reckoning was the method used by the Mars Pathfinder rover Sojourner for navigation.
Una red de satélites GPS para Marte significaría una constelación de satélites en la órbita de Marte, siendo una alternativa una matriz de pseudo-satélites de superficie. Estos dispositivos tendrían que ser emplazados con alta precisión, a menos que fueran autocalibrantes.